# Conseiller référent Pôle Emploi
Le métier du conseiller référent Pôle Emploi consiste à mobiliser les services adaptés à la situation des clients et usagers de Pôle emploi (information, conseil dans le domaine du recrutement, de la recherche d’emploi, du placement, accompagnement personnalisé des demandeurs d’emploi...) contribuant ainsi au placement des demandeurs d’emploi et à la satisfaction du besoin de recrutement.

## Activités principales
- assurer un suivi mensuel personnalisé des demandeurs d’emploi jusqu’au placement,
- gérer un portefeuille actif de demandeurs d’emploi et d’entreprises,
- informer, conseiller le(s) service(s) et suivre la réalisation des actions engagées (par des demandeurs d’emploi et/ou des entreprises) jusqu’à leur aboutissement
- définir avec un demandeur d’emploi le profil et le(s) métier(s) recherché(s) au regard du marché du travail,
- élaborer un "projet personnalisé d’accès à l’emploi" et déterminer l’offre de service associée,
- conseiller le responsable d’une entreprise dans ses projets de recrutement et lui proposer des candidats.